# Çitliksarıca, Mesudiye
Çitliksarıca là một xã thuộc huyện Mesudiye, tỉnh Ordu, Thổ Nhĩ Kỳ. Dân số thời điểm năm 2010 là 125 người.